# 馬塔夫：阿拉伯現代藝術博物館
馬塔夫：阿拉伯現代藝術博物館（‎）是位於卡塔尔杜哈的一座當代藝術館，成立於2010年，該館舍提供自伊斯蘭藝術從現代和當代藝術的視角，支持創作者的想像力促進對話並激發想法的展示及空間。現時博物館共收藏了9,000多件藝術品，還提供臨時展覽、圖書館和教育計劃。目前現代藝術博物館被認為是該國最為重要的文化景點之一。
現代藝術博物館的名稱：馬塔夫（Mathaf，‎）意譯為「博物館」之意。

## 歷史

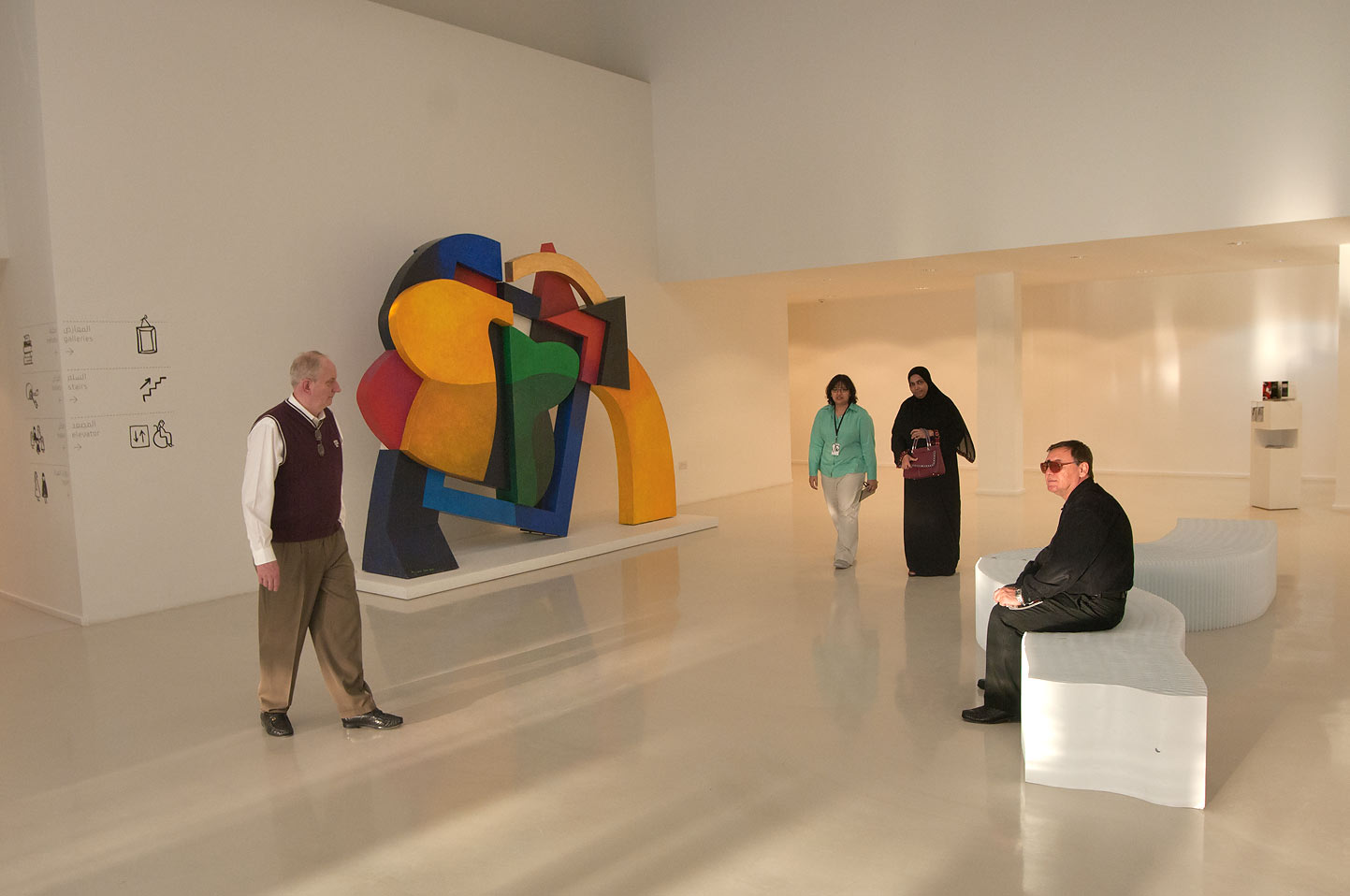
2011年的現代藝術博物館。

現代藝術博物館最初的藏品是由謝赫哈桑·本·穆罕默德·阿勒薩尼收集， 他自1990年代開始共收集來自阿拉伯世界、印度和亞洲的現代藝術作品。其藝術收藏品的價值約數十億美金，是中東地區最有價值和最廣泛的收藏品之一。謝赫哈桑則期望創建一個可以捕捉和代表該卡達藝術家專屬的當代博物館的目標。從1990年代到2000年代初，這些藏品被阿勒薩尼安置在多哈北哈利法古城的兩座私人別墅中。
2010年，馬塔夫：阿拉伯現代藝術博物館在卡塔爾基金會位於多哈的教育城內成立，館址設立在法國建築師吉恩-弗朗索瓦·博丹 (Jean-François Bodin) 改造的前校舍。成為該國第一家致力於現代和當代藝術的博物館。
2013年，馬塔夫：阿拉伯現代藝術博物館推出了現代藝術和阿拉伯世界百科全書，該資源提供了由學者和獨立歷史學家研究過的詳細傳記以及論文、視頻和訪談。

## 收藏
這座佔地5,500 平方米（59,000 平方英尺）的博物館目前位於多哈教育城的一座前校舍內，共收藏了9,000多件藝術品，於2014年公佈，提供了罕見的全面現代阿拉伯藝術概覽，代表了從1840年代到現在藝術史的主要發展。該藏品是由阿勒薩尼捐贈給卡塔爾基金會，後來被卡塔爾博物館管理局收購。目前博物館它被認為是世界上最大收藏阿拉伯繪畫和雕塑收藏的美術館之一。 
博物館永久收藏展佔據了樓上的七個畫廊，而中庭和五個畫廊則專門用於臨時展覽。博物館著眼於收藏中代表的主要現代和當代運動。永久收藏包括伊黛·阿德南、優素福·艾哈邁德、馬納爾·阿爾·多瓦揚、法里德·貝卡希雅、卡邁勒·博拉塔、薩盧阿·拉烏達·舒卡爾、吉拉利·加爾巴烏、雪潤·內夏特、沙基爾·哈桑·賽義德、瓦埃勒·沙夫基和查巴·塔拉勒等當代藝術家的作品。

## 圖片
- 《甜瓜》，達烏德·科姆（英语：Daoud Corm），1899 年
- 穆罕默德·本·阿里·拉巴蒂
- 《底格里斯河岸的河景》，阿卜杜勒·卡迪爾·拉薩姆，1920年

- 《阿拉伯母性》，喬治·漢納·沙巴格（英语：Georges Hanna Sabbagh），1920-1921 年
- 阿卜杜勒·卡迪爾·拉薩姆
- 《Mohamed Darouich al Allousi的肖像》，阿卜杜勒·卡迪爾·拉薩姆（英语：Abdul_Qadir_Al_Rassam），1924年

## 外部連結
- Mathaf's 官方网站
- Qatar Museums Authority
- Art Daily （页面存档备份，存于）
- The Arab Museum of Modern Art in Qatar
- Mathaf: Arab Museum of Modern Art （页面存档备份，存于） within Google Arts & Culture
- 维基共享资源上的相關多媒體資源：馬塔夫：阿拉伯現代藝術博物館